# التعامل مع السلوكيات

## التعامل مع السلوكيات
يتأثر التعامل مع سلوك الاطفال بعدة عوامل أهمها شخصية المعلمة المؤثرة في سلوك الطفل فكلما كانت المعلمة أكثر فعالية مع الأطفال، واستخدمت التشجيع بدلاً من الأوامر فمثال ذلك بدل من أن تقول المعلمة «لا تركض -تقول من فضلك امشي» فذلك يساعد على إحداث تفاعل إيجابي وتجاوب الأطفال مع المعلمة ويساعد التوجيه على ضبط السلوك الذاتي للطفل وتفاعله مع السلوكيات المناسبة بدون الحاجة لمراقبة أحد.
فيجب على المعلمة عند التعامل مع أي سلوك للطفل الوقوف على الاسباب التي ادت إلى ذلك وإعادة توجيه هذا السلوك بشكل إيجابي وفعال.

## النظريةالسلوكية
يدرس علماء السلوك القيم باعتبارها سلوكيات مكتسبة نتيجة لعملية مستنيرة للتفاعل مع المحفزات البيئية ولتعزيز استجاباتهم. قد يتعلم الفرد السلوك المرغوب فيه والسلوك الغير مرغوب فيه على اساس نفس مبادئ التعلم القائمة على تعزيز وتقوية الاستجابات. يتعلم الفرد السلوك الاخلاقي ويكتسب بنفس الطريقة التي يتم بها أي سلوك اخر من خلال تعلم التعلم.

## القدوة الحسنة
المثال الجيد هو واحد من أهم الاساليب ويرفع اطفالنا اخلاقيا وتكوينهم النفسي والاجتماعي، يقول الله عز وجل ((ولكم في رسول الله اسوة حسنة)) لكن الاباء هم النموذج الذي يحتذى به الطفل ومصدر قيم النبي.
يقول الرسول (ص) «ما من مولود الا يولد على الفطرة فأبواه يهودانه أو يمجسانه أو ينصرانه». لذا يجب ان يكونوا قدوة جيدة لاطفالهم. ان الأطفال يقلدون الاباء أو الامهات إذا كان الاباء ينحرفون عن الرذائل فإن الأطفال يقتربون من هذا النهج وإذا لم يستقروا على سلوك الوالدين أو احدهما فهذا هو تأثيرهم السيء بقلوب الأطفال.

## الثواب والعقاب
```
تعتبر أساليب المكافأة والعقاب من الوسائل الهامة التي يستخدمها الآباء والمربون للقاء قلوبهم بطريقة إبداعية وغرس الضمير فيها. يكافئ الوالدان طفلهما عندما يقوم بالسلوك المرغوب مثل الأمانة والتعاون مع الأصدقاء، إلخ. قد يلجأ الآباء إلى العقاب إذا لم يعتمدوا على مبادئ النظريات. التعلم الذي يؤكد أن السلوك الذي يكافأ يميل إلى تقويته وتكراره إلى المدى الذي أصبح فيه الفرد يلجأ إليه من قبل الفرد كعادة سلوكية متسقة نسبيًا، وبالمقابل فإن السلوك الذي يعاقب عليه يميل لان يضعف وينطفئ، وقد عني الإسلام بموضوع الثواب والعقاب عناية كبيرة سواء كانت عقوبة معنوية أو عقوبة بدنية واجمعوا على ان الوقاية خير من العلاج ولهذا نادوا بإتخذ وسيلة لتأديب الأطفال وتهذيبهم من الصغر حتى يعتادوا احسن العادات في الكبر فلا تحتاج الي ان نعاقبهم، ولهذا حرص المربون المسلمين على معرفة طبيعة الطفل وميوله قبل الاقدام على معاقبته، وتشجيع الطفل على ان يشترك بنفسه في ان يصلح الخطأ الذي اخطأه.
```

## أسباب السلوك السيء لدى الأطفال
الأطفال الصغار يحتاحون للتصرف خارج المسموح لعدة اسباب معظمها تدور حول لفت الانتباه، إذا كان طفلك يتصرف بسلوك سيء للفت انتباهك، يكون في اغلب الاحيان راغبا في ان تعيره انتباهك بصورة زائدة، كالبالغين نحن نأخذ السلوك الجيد كأمر طبيعي جدا، ونعلق فقط عندما يقوم الطفل بتصرف خاطئ.
«((الوسائل التي يمكنك استخدامها للتعامل مع سلوك طفلك السيء»)):
الثناء على حسن السلوك وتجاهل السلوك السيئ: ساعد طفلك عندما يقوم بعمل جيد، مثل مساعدتك.

### أذا كان سلوك الطفل السيئ متكرراً، حاول أن تجده
قد يكون من الأشياء البسيطة جدا أن اختر قميصا لطفلك يرتديه اليوم، إذا كان لديك سلوك سيء بدافع جذب انتباهك فتذكره، حتى أفضل ولا تخاف ولا تؤذي الآخرين التقليل من التعليقات والأعذار السلبية من لطفلك خلال اليوم
-(توجيهات وارشادات إلى القائمين على امر رعاية الطفل وتربيته نحو تربية اخلاقية اقضل):
- مصلحة جميع المؤسسات (الأسرة والمدرسة) لغرس وتطوير المواقف والقيم الأخلاقية بين الأطفال.
- يجب على الآباء والمعلمين أن يكونوا قدوة للأطفال.
- عقد ندوات دورية للمعلمين وأولياء الأمور من قبل علماء الدين والتعليم حول كيفية غرس القيم الإبداعية في قلوب الأطفال.
- يصبح التعليم الأخلاقي مادة أساسية وليست هامشية في جميع الأعمار
- اهتمام مراكز البحث في الدراسات والبحوث المرتبطة بالقيم الأخلاقية والتربية الأخلاقية للطفل.
- الاهتمام بجميع وسائل الإعلام (الإذاعة والتلفزيون) مع البرامج المقدمة للطفل.
- توفير الكتب والمجلات في المكتبات العامة التي تساعد الآباء والمدرسين على تطوير القيم الأخلاقية لأطفالهم.